# Clássica de San Sebastián feminina
A Clássica de San Sebastián feminina (oficialmente: Donostia San Sebastian Klasikoa) é uma corrida ciclista feminina profissional de um dia espanhola que se disputa anualmente em San Sebastián e os arredores da província de Guipúscoa no País Basco. É a versão feminina da corrida do mesmo nome.
A corrida foi criada no ano 2019 fazendo parte do Calendário UCI Feminino como concorrência categoria 1.1, sendo promovida como concorrência de categoria 1.pro em 2020 numa edição cancelada devido à pandemia de Covid-19 e retornando em 2021 como concorrência de categoria 1.wwT fazendo parte do UCI WorldTour Feminino.

## Palmarés
| Ano  | Vencedor             | Segundo        | Terceiro             |           |
| ---- | -------------------- | -------------- | -------------------- | --------- |
| 2019 | Lucy Kennedy         | Janneke Ensing | Pauliena Rooijakkers |           |
| 2020 | cancelado            | cancelado      | cancelado            | cancelado |
| 2021 | Annemiek van Vleuten | Ruth Winder    | Tatiana Guderzo      |           |

## Palmarés por países
| País          | Vitórias |
| ------------- | -------- |
| Austrália     | 1        |
| Países Baixos | 1        |